# Безымянный остров (Санкт-Петербург)
Безымя́нный о́стров — остров в дельте Невы на территории Санкт-Петербурга, ограниченный рекой Невой, рекой Монастыркой, Обводным каналом, рекой Екатерингофкой и рекой Фонтанкой. Занимая площадь 16,3 км², является крупнейшим островом в дельте.

## История
Остров образовался в результате рытья Обводного канала. Название известно с XIX века. Ранее так назывался Первушин остров, который был разделён на Казанский, Коломенский, Покровский и Спасский острова.
В 1930-е годы присоединён Лоцманский остров.
До 1967 года разделялся на два острова Витебским каналом.

## Мосты
С другими островами и материковой частью Безымянный остров соединяют 47 мостов:
- с материковой частью через Неву с северной и восточной стороны:
  - Литейный мост (в створе Литейного проспекта)
  - Большеохтинский мост (в створе Тульской улицы)
  - мост Александра Невского (в створе площади Александра Невского)
- с Монастырским островом через Монастырку с южной:
  - мост Обуховской Обороны (в створе Синопской набережной)
  - Монастырский мост (в створе проспекта Обуховской Обороны)
  - 1-й Лаврский мост (пешеходный, от набережной реки Монастырки)
  - 2-й Лаврский мост (в створе Лаврского проезда)
  - мост в створе Атаманской улицы (пешеходный)
  - Казачий мост (в створе набережной Обводного канала)
- С материковой частью через Обводный канал:
  - Атаманский мост (в створе Кременчугской улицы)
  - Американский мост (железнодорожный, в створе главного хода Октябрьской железной дороги, перегона Санкт-Петербург-Главный — Обухово)
  - Каретный мост (в створе Днепропетровской улицы)
  - Предтеченский мост (в створе улицы Черняховского)
  - Ново-Каменный мост (в створе Лиговского проспекта)
  - Боровой мост (в створе Боровой улицы)
  - Ипподромный мост (пешеходный, недалеко от Подъездного переулка)
  - Царскосельский мост (железнодорожный, в створе Витебского хода Октябрьской железной дороги, перегона Санкт-Петербург-Витебский — Боровая)
  - Рузовский мост (в створе Рузовской улицы)
  - Можайский мост (пешеходный, в створе Можайской улицы)
  - Газовый мост (пешеходный, недалеко от Серпуховской улицы)
  - Масляный мост (пешеходный, между Бронницкой улицей и Московским проспектом)
  - Ново-Московский мост (в створе Московского проспекта)
  - Варшавский мост (в створе Измайловского проспекта)
  - Митрофаньевский мост (автомобильный, между Измайловским и Лермонтовским проспектом)
  - Балтийский мост (пешеходный, между Измайловским и Лермонтовским проспектом)
  - Ново-Петергофский мост (в створе Лермонтовского проспекта)
  - Краснооктябрьский мост (между Лермонтовским проспектом и Дровяной улицей)
  - Таракановский мост (пешеходный, в створе улицы Циолковского)
  - Борисов мост (пешеходный, между улицей Циолковского и Старо-Петергофским проспектом)
  - Ново-Калинкин мост (в створе Старо-Петергофского проспекта)
  - мост Степана Разина (в створе улицы Степана Разина)
- с Гутуевским островом через Екатерингофку:
  - Екатерингофский мост (в створе Рижского проспекта)
- с Коломенским островом через Фонтанку:
  - Галерный мост (в створе улицы Степана Разина)
  - Старо-Калинкин мост (в створе Старо-Петергофского проспекта)
- с Покровским островом через Фонтанку:
  - Английский мост (пешеходный, между Дерптским переулком и Лермонтовским проспектом)
  - Египетский мост (в створе Лермонтовского проспекта)
- со Спасским островом через Фонтанку:
  - Красноармейский мост (пешеходный, между Лермонтовским и Измайловским проспектами)
  - Измайловский мост (в створе Измайловского проспекта)
  - Обуховский мост (в створе Московского проспекта)
  - Горсткин мост (пешеходный, между улицей Введенского Канала и Малым Казачьим переулком)
  - Семёновский мост (в створе Гороховой улицы)
  - Лештуков мост (в створе переулка Джамбула)
  - мост Ломоносова (в створе улицы Ломоносова)
  - Аничков мост (в створе Невского проспекта)
  - мост Белинского (в створе улицы Белинского)
- с островом Летний Сад через Фонтанку:
  - Пантелеймоновский мост (в створе улица Пестеля)
  - Прачечный мост (в створе набережной Кутузова)